# Camille Billops
Camille Josephine Billops (Los Ángeles, 12 de agosto de 1933-Manhattan, 1 de junio de 2019) fue una escultora, cineasta, archivista, grabadora y educadora afroamericana.

## Infancia y educación
Fue hija de Alma Gilmore, una costurera de Carolina del Sur, y de Luscious Billops, un cocinero de Texas. El matrimonio trabajó para una familia de Beverly Hills, lo que les permitió que Camille estudiara en una escuela privada católica. De pequeña, pintó su juego de arco y flecha y sus muñecas. Los inicios de su arte se remontan a la creatividad de sus padres en la cocina y la costura.
Billops se graduó en 1960 en la Universidad Estatal de California, Los Ángeles, donde se especializó en educación para niños con discapacidades físicas. Obtuvo su licenciatura en la Universidad Estatal de California y su título en Bellas Artes en el City College de Nueva York en 1975.

## Trayectoria

### Arte visual
El principal medio artístico de Billops fue la escultura. Sus obras forman parte de las colecciones permanentes del Museo de la Ciudad de Jersey y del Museum of Drawers de Berna, en Suiza. Su primera exposición fue en la Gallerie Akhenaton, donde expuso vasijas de cerámica y esculturas. Más tarde experimentó con la fotografía, el grabado y la pintura. Expuso de forma individual y colectiva en todo el mundo en lugares como la Gallerie Akhenaton en El Cairo, Egipto, en Hamburgo, Alemania, en Kaohsiung, Taiwán, en la Galería Gimpel y Weitzenhoffer, y en el Museo La Tertulia de Cali, Colombia. Fue durante mucho tiempo amiga y colega del maestro grabador Robert Blackburn, a quien ayudó a establecer el primer taller de grabado en Asilah en 1978.

### Cine
Aunque comenzó su carrera como escultora, ceramista y pintora, Billops es más conocida como cineasta de la diáspora negra. En 1982, hizo Suzanne, Suzanne, una película sobre su sobrina y su recuperación de la adicción a la heroína. Dirigió cinco películas más, incluida Finding Christa en 1991, una obra sumamente autobiográfica que ganó el Gran Premio del Jurado de documentales en el Festival de Cine de Sundance de 1992.
Sus otros créditos cinematográficos incluyen Older Women and Love en 1987, The KKK Boutique Ain't Just Rednecks (1994), Take Your Bags (1998) y A String of Pearls (2002). Produjo todas sus películas con su esposo y su compañía cinematográfica, Mom and Pop Productions.
Los proyectos cinematográficos de Billops han sido colaboraciones e historias sobre miembros de su familia. Fueron coproducidas con su esposo James Hatch y acreditan al hijo de Hatch como director de fotografía. Suzanne, Suzanne estudia la relación entre la hermana de Billops, Billie, y la hija de Billie, Suzanne. Finding Christa trata sobre la hija de Billops, a quien dio en adopción. Older Women and Love se basa en una historia de amor de la tía de Billops.

### Colección Hatch-Billops
En 1968, la colección Hatch-Billops comenzó después de que Billops conociera a James Hatch, profesor de teatro en la Universidad de California en Los Ángeles, a través de su hermanastra, Josie Mae Dotson, que era alumna de Hatch. En respuesta a la falta de publicaciones sobre el arte y la cultura afroamericanos, Billops y Hatch comenzaron a recopilar miles de libros y otros materiales impresos, más de 1200 entrevistas y guiones de casi 1000 obras de teatro. La Colección, que en su día estuvo alojada en un loft de 37 metros de largo en el Bajo Manhattan, se encuentra ahora en su mayor parte en los archivos Camille Billops y James V. Hatch de la Biblioteca de Manuscritos, Archivos y Libros Raros Stuart A. Rose de la Emory University.
En 1981, Billops y Hatch comenzaron a publicar Artist and Influence: The Journal of Black American Cultural History, una revista anual que presenta entrevistas con destacados "artistas marginados" estadounidenses de una amplia gama de géneros. Hasta la fecha, se han registrado más de 400 entrevistas. Artist and Influence también forma parte de la colección de Emory.

### Trabajo colaborativo
Billops colaboró con el fotógrafo James Van Der Zee y el poeta, erudito y dramaturgo Owen Dodson en The Harlem Book of the Dead, que se publicó en 1978 con una introducción de Toni Morrison. Billops actuó en una obra de teatro, America Hurray, que retrata el estado de América en ese momento con su esposo James Hatch. También publicó un libro, The Art of Remembering, con Hatch.

### Loft en el SoHo
A principios de la década de 1980, Billops y Hatch compraron un loft de 370 metros cuadrados en el SoHo, Manhattan, y lo ampliaron para incluir un estudio, una oficina y una biblioteca abierta a los estudiantes del City College de Nueva York. Ella dijo: "Invitamos a todo el mundo: amigos, estudiantes y gente blanca, galeristas y curadores. Vendimos arte directamente de nuestras paredes. Dejé de mendigar hace mucho tiempo cuando descubrí que podía vender arte sin tener que hacer la pelota”.

## Reconocimientos
- 1963: Fellowship from Huntington Hardford Foundation[17]
- 1975: MacDowell Colony Fellowship[17]
- 1975-76: International Women's Year Award[17]
- 1992: Festival de Cine de Sundance, Grand Jury Prize for documentaries for Finding Christa
- 1994: James VanDerZee Award, Brandywine Graphic Workshop[17]

## Filmografía
- 1982: Suzanne, Suzanne (Documentary short) – Director
- 1987: Older Women and Love (Documentary short) – Director
- 1991: Finding Christa (Documentary) – Director, producer, writer
- 1994: The KKK Boutique Ain’t Just Rednecks – Director
- 1998: Take Your Bags (Short) – Director
- 2002: A String of Pearls (Documentary) – Director, producer, production designer
- 2009: And That's the Way It Is (Short) – Production manager

## Exposiciones (selección)
- 2019: Georgia Museum of Art at the University of Georgia, Atlanta, Georgia.[18]
- 2016: Still Raising Hell: The Art, Activism, and Archives of Camille Billops and James V. Hatch, Atlanta, Georgia.[19]
- 1997: Inside the Minstrel Mask, Noel Fine Art Acquisitions, Charlotte, North Carolina[20]
- 1991: Black Filmmakers Hall of Fame, Oakland, California[20]
- 1990: Clark College, Atlanta, Georgia[20]
- 1986: Calkins Gallery, Hofstra University, Hempstead, New York[20]
- 1983: American Center, Karachi, Pakistan; Pescadores Hsien Library, Makung, Republic of China[20]
- 1980: Buchandlung Welt, Hamburg, Germany[20]
- 1997: Rutgers University, Newark, New Jersey[20]
- 1973: Ornette Coleman's Artist House, New York, New York[20]
- 1965: Gallerie Akhenaton, Cairo, Egypt[20]